# Emlichheim
Emlichheim, o Emmelkamp in basso tedesco, è un comune di 6.938 abitanti della Bassa Sassonia, in Germania.

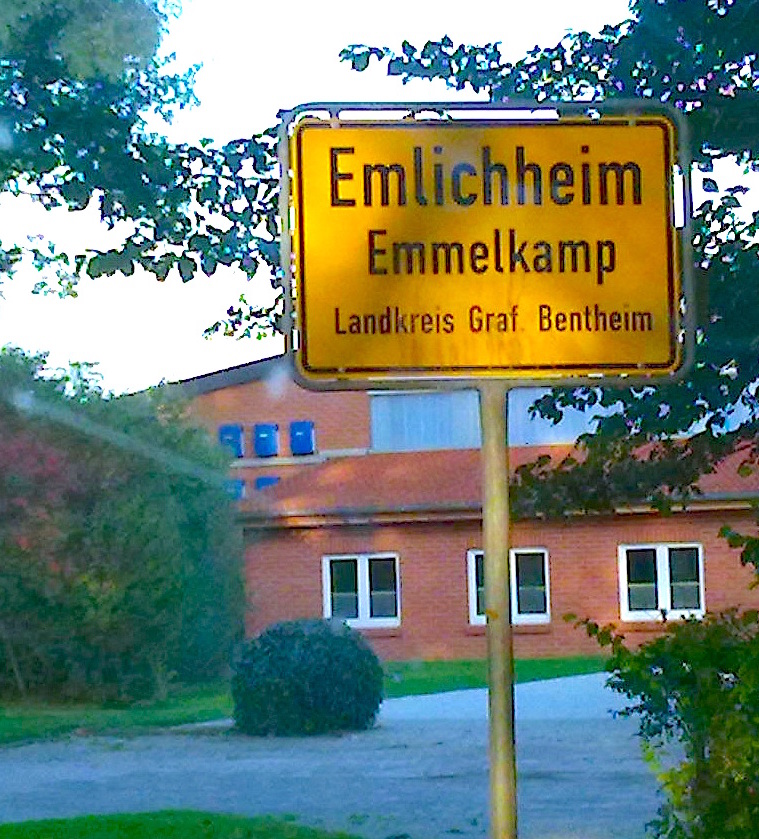
Cartello stradale bilingue indicante il nome della città in alto tedesco e basso tedesco.

Appartiene al circondario della Contea di Bentheim (targa NOH) ed è parte della comunità amministrativa (Samtgemeinde) di Emlichheim.